# Bonilla Island
Bonilla Island is een eiland in het westen van Brits-Columbia in Canada.

## Geografie
Het eiland is relatief klein en ligt afgelegen ten westen van Banks Island in de Hecate Strait. Noordwest-zuidoost heeft het een lengte van ongeveer vijf kilometer, noordoost-zuidwest ongeveer 2,5 kilometer. Het heeft een vuurtoren, hooglandmoerassen en kustregenwouden. Het eiland ligt in de Lax Kul Nii Luutiksm/Bonilla Conservancy die in 2006 werd opgericht. De vuurtoren van Bonilla Island is een van de 27 bemande vuurtorens, onderdeel van het British Columbia Shore Station Oceanographic Program, dat sinds 1960 metingen van de temperatuur en het zoutgehalte van het kustwater verzamelt voor het Department of Fisheries and Oceans.
De wateren rond het eiland liggen in de mariene ecoregio Noord-Amerikaans Pacifisch Fjordland.

## Geschiedenis
De eerste koloniale ontdekkingsreiziger die langs het bewoonde eiland voer, was waarschijnlijk de Spaanse ontdekkingsreiziger Jacinto Caamaño, die het blijkbaar de naam "Bonilla Island" gaf. In 1912 werden plannen gemaakt om een lichtbaken te bouwen, en het werd in 1927 gebouwd. Vanwege het toenemende scheepvaartverkeer werden in 1957 een vuurtoren, drie woningen en een misthoorn gebouwd.